# Bouranton
Bouranton és un municipi francès situat al departament de l'Aube i a la regió del Gran Est. L'any 2007 tenia 498 habitants.

## Demografia

### Població
El 2007 la població de fet de Bouranton era de 498 persones. Hi havia 194 famílies de les quals 32 eren unipersonals (16 homes vivint sols i 16 dones vivint soles), 87 parelles sense fills, 71 parelles amb fills i 4 famílies monoparentals amb fills.
La població ha evolucionat segons el següent gràfic:
Habitants censats

### Habitatges
El 2007 hi havia 206 habitatges, 197 eren l'habitatge principal de la família, 2 eren segones residències i 7 estaven desocupats. 204 eren cases i 2 eren apartaments. Dels 197 habitatges principals, 188 estaven ocupats pels seus propietaris, 7 estaven llogats i ocupats pels llogaters i 2 estaven cedits a títol gratuït; 5 tenien dues cambres, 19 en tenien tres, 48 en tenien quatre i 125 en tenien cinc o més. 148 habitatges disposaven pel capbaix d'una plaça de pàrquing. A 61 habitatges hi havia un automòbil i a 125 n'hi havia dos o més.

### Piràmide de població
La piràmide de població per edats i sexe el 2009 era:
| Homes | Edats   | Dones |
| ----- | ------- | ----- |
| 0     | 95 o +  | 4     |
| 0     | 90 a 94 | 4     |
| 0     | 85 a 89 | 0     |
| 0     | 80 a 84 | 0     |
| 0     | 75 a 79 | 4     |
| 4     | 70 a 74 | 8     |
| 8     | 65 a 69 | 8     |
| 20    | 60 a 64 | 16    |
| 24    | 55 a 59 | 24    |
| 28    | 50 a 54 | 12    |
| 24    | 45 a 49 | 32    |
| 8     | 40 a 44 | 28    |
| 20    | 35 a 39 | 12    |
| 8     | 30 a 34 | 4     |
| 16    | 25 a 29 | 8     |
| 20    | 20 a 24 | 16    |
| 16    | 15 a 19 | 12    |
| 20    | 10 a 14 | 8     |
| 4     | 5 a 9   | 4     |
| 12    | 0 a 4   | 12    |

## Economia
El 2007 la població en edat de treballar era de 333 persones, 243 eren actives i 90 eren inactives. De les 243 persones actives 232 estaven ocupades (118 homes i 114 dones) i 11 estaven aturades (6 homes i 5 dones). De les 90 persones inactives 45 estaven jubilades, 26 estaven estudiant i 19 estaven classificades com a «altres inactius».

### Ingressos
El 2009 a Bouranton hi havia 202 unitats fiscals que integraven 517 persones, la mediana anual d'ingressos fiscals per persona era de 20.172 €.

### Activitats econòmiques
Dels 10 establiments que hi havia el 2007, 6 eren d'empreses de construcció, 1 d'una empresa de transport, 1 d'una empresa de serveis i 2 d'entitats de l'administració pública.
Dels 4 establiments de servei als particulars que hi havia el 2009, 1 era un guixaire pintor, 2 fusteries i 1 electricista.
L'any 2000 a Bouranton hi havia 15 explotacions agrícoles que ocupaven un total de 756 hectàrees.

## Equipaments sanitaris i escolars
El 2009 hi havia 2 escoles maternals integrades dins d'un grup escolar amb les comunes properes formant una escoles disperses.

## Poblacions més properes
El següent diagrama mostra les poblacions més properes.